# Arrondissement de Rhin-Erft

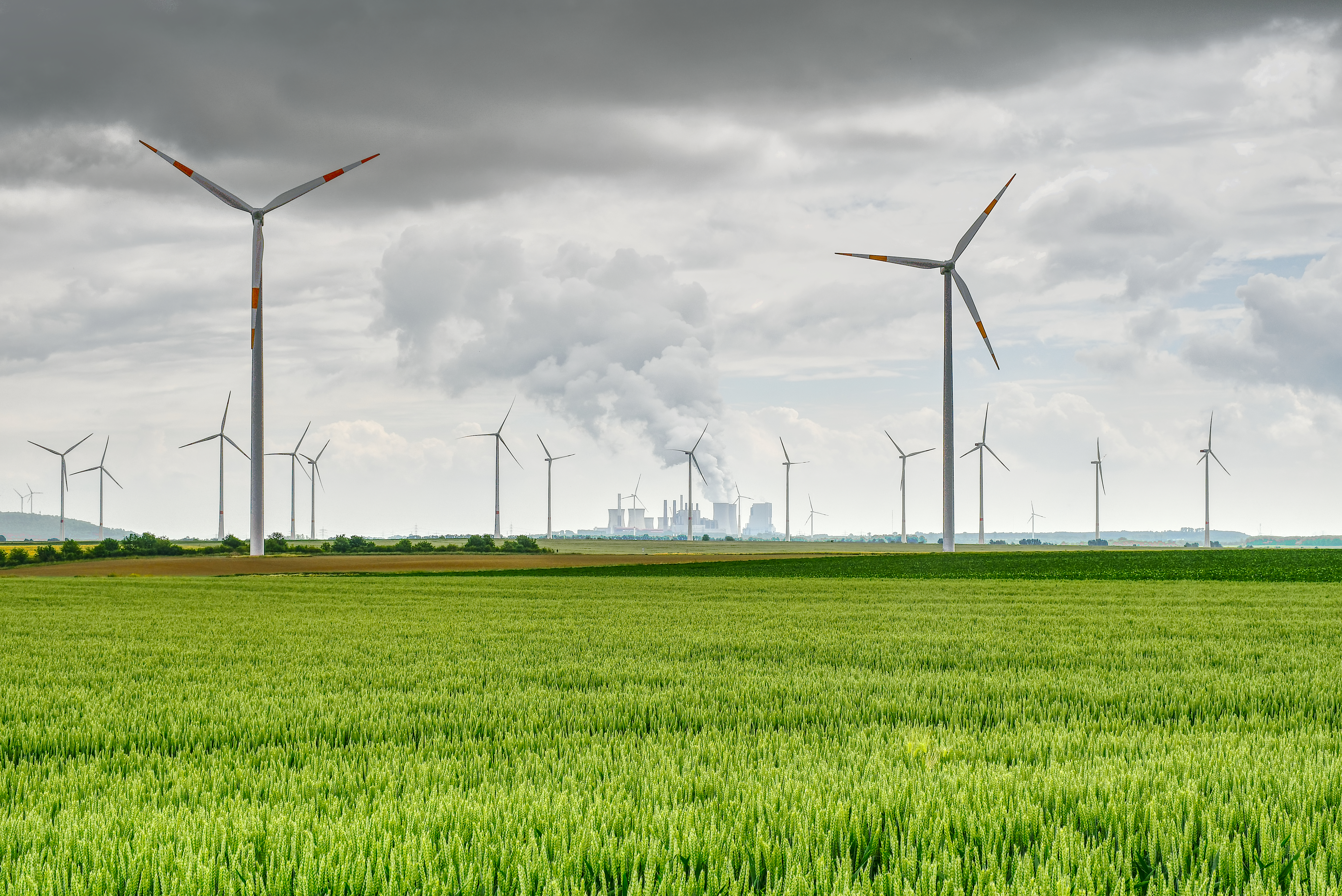
Éoliennes dans le Rhin-Erft. À l'horizon, la centrale thermique de Niederaussem. Juin 2020.

L'arrondissement de Rhin-Erft, en allemand Rhein-Erft-Kreis, est une division administrative allemande, située dans le land Rhénanie-du-Nord-Westphalie.

## Situation géographique
L'arrondissement de Rhin-Erft est situé au sud-ouest du land de Rhénanie-du-Nord-Westphalie à l'est de la ville de Cologne. Il est limitrophe de la ville de Cologne à l'est et des arrondissements de Rhin-Sieg et d'Euskirchen au sud, de Düren à l'ouest et de Rhin Neuss au nord. 

## Histoire
L'arrondissement fut créé comme arrondissement de l'Erft (Erftkreis) le 1er janvier 1975 par la loi du 5 novembre 1974 en fusionnant les anciens arrondissements de Bergheim et de Cologne. Après la cassation de son incorporation à la ville de Cologne par la cour constitutionnelle, la ville de Wesseling fut rattachée à l'arrondissement le 1er juillet 1976. La décision du conseil de renommer l'arrondissement Rhein-Erft-Kreis prit effet le 1er novembre 2003. 

## Communes
L'arrondissement compte 10 communes, dont 10 villes.

* Chef-lieu de l'arrondissement
| Communes          | Population du 30 juin 2005 | Superficie | Densité hab./km2 |
| ----------------- | -------------------------- | ---------- | ---------------- |
| Bedburg, ville    | 24 892                     | 80,21 km2  | 310              |
| Bergheim, ville * | 63 639                     | 96,33 km2  | 661              |
| Brühl, ville      | 44 235                     | 36,12 km2  | 1 225            |
| Elsdorf, ville    | 21 741                     | 66,00 km2  | 329              |
| Erftstadt, ville  | 51 225                     | 119,88 km2 | 427              |
| Frechen, ville    | 48 722                     | 45,11 km2  | 1 080            |
| Hürth, ville      | 55 013                     | 51,17 km2  | 1 075            |
| Kerpen, ville     | 64 114                     | 113,94 km2 | 563              |
| Pulheim, ville    | 53 729                     | 72,14 km2  | 745              |
| Wesseling, ville  | 35 652                     | 23,4 km2   | 1 524            |

La ville de Brühl est l'ancienne résidence de l'archevêque et prince électeur de Cologne.

## Politique

### Élections du préfet (Landrat)
| Parti  | Scrutin du 12 septembre 1999 | Scrutin du 12 septembre 1999 | Scrutin du 12 septembre 1999 | ballotage | ballotage | Scrutin du 26 septembre 2004 | Scrutin du 26 septembre 2004 | Scrutin du 26 septembre 2004 | ballotage | ballotage |
|        | Candidat                     | Votes                        | %                            | Votes     | %         | Candidat                     | Votes                        | %                            | Votes     | %         |
| ------ | ---------------------------- | ---------------------------- | ---------------------------- | --------- | --------- | ---------------------------- | ---------------------------- | ---------------------------- | --------- | --------- |
| CDU    | Werner Stump                 | 97 476                       | 48,6 %                       | 92 141    | 56,9 %    | Werner Stump                 | 97 173                       | 49,7 %                       | 68 114    | 57,3 %    |
| SPD    | Klaus Lennartz               | 84 075                       | 41,9 %                       | 69 797    | 43,1 %    | Bernhard Hadel               | 66 017                       | 33,8 %                       | 50 816    | 42,7 %    |
| FDP    | Annemarie Schmitt-Sausen     | 6 062                        | 3,0 %                        |           |           | Horst Engel                  | 16 834                       | 8,6 %                        |           |           |
| Grüne  | Marion Renzenbrink           | 9 259                        | 4,6 %                        |           |           | Rüdiger Warnecke             | 15 545                       | 7,9 %                        |           |           |
| Indép. | Dr. Heidrun Fußwinkel        | 3 892                        | 1,9 %                        |           |           |                              |                              |                              |           |           |

### Élections du conseil (Kreistag)
|        | Scrutin du 26 sept. 2004 | Scrutin du 26 sept. 2004 | Scrutin du 26 sept. 2004 |
| Parti  | Votes                    | %                        | Sièges                   |
| ------ | ------------------------ | ------------------------ | ------------------------ |
| CDU    | 88 202                   | 45,0 %                   | 30                       |
| SPD    | 67 689                   | %                        | 23                       |
| Grüne  | 19 525                   | 10,0 %                   | 7                        |
| FDP    | 18 010                   | 9,2 %                    | 6                        |
| bma    | 2 101                    | 1,1 %                    | 0                        |
| Indép. | 297                      | 0,2 %                    | 0                        |

## Juridictions
Juridiction ordinaire
- Cour d'appel (Oberlandesgericht) de Cologne
  - Tribunal régional (Landgericht) de Cologne
    - Tribunal cantonal (Amtsgericht) de Bergheim: Bedburg, Bergheim, Elsdorf, Pulheim
    - Tribunal cantonal de Brühl: Brühl, Erftstadt, Hürth, Wesseling
    - Tribunal cantonal de Kerpen: Frechen, Kerpen

Juridiction spéciale
- Tribunal supérieur du travail (Landesarbeitsgericht) de Cologne
  - Tribunal du travail (Arbeitsgericht) de Cologne
- Tribunal administratif (Verwaltungsgericht) de Cologne
- Tribunal des affaires de Sécurité sociale (Sozialgericht) de Cologne